# Paraliparis gracilis
Paraliparis gracilis är en fiskart som beskrevs av Norman, 1930. Paraliparis gracilis ingår i släktet Paraliparis och familjen Liparidae. Inga underarter finns listade i Catalogue of Life.